# El Último Ke Zierre
El Último ke Zierre, abrégé EUKZ, est un groupe de punk rock espagnol, originaire de Burriana, Province de Castellón, Communauté valencienne. El Último ke Zierre appaai à plusieurs festivals, dont le Viña Rock auquel ils joueront devant 45 000 personnes.

## Biographie
Il est formé à la fin de 1987 à Burriana, Province de Castellón, Communauté valencienne. Bien que la formation initiale se constitue de Pedro (basse), Vicent (guitare), Oscar (guitare), Natxo (voix) et Manolo (batterie), elle change avant l'enregistrement de son premier album, avec le départ de Nacho et l'arrivée d'El Feo. En 1991, leur premier album, No soporto vuestras caras, est publié, suivi par Soldadito español en 1992, et de Que se repartan el mundo en 1993.
La formation change encore avec le départ du batteur Manolo et l'arrivée de Nano, avant d'enregistrer un quatrième album, Esperando al viento, en 1995. Après cet opus, ils sortent le street-album A cara de perro en 1998.
Un nouveau changement se produit avec le départ de Vicent (guitare), et l'arrivée de Tonet. En 2009, ils entrent en studio pour enregistrer l'album La Burbuja.
En janvier 2016, ils annoncent leur signature au label Rock Estatal Records, pour publier le 19 février, le nouvel album Cuchillas. En janvier 2018, ils sont annoncés au festival Romería Rock de Carballiño pour le 26 mai pour jouer leur nouvel album, El Mutante del barrio chino.

## Membres

### Membres actuels
- Pedro - basse (depuis 1987)
- Oscar - guitare (depuis 1987)
- Rober (El Feo) - chant (depuis 1989)
- Tico - guitare (depuis 2005)
- Kusio - batterie  (depuis 2007)

### Anciens membres
- Natxo - chant (1987–1989)
- Vicent - guitare (1987–2001)
- Tone  - guitare (2001–2007)
- Sam - guitare (2007–2015)
- Manolo - batterie (1987–1994)
- Pepe (Nano) - batterie (1994–2007)

## Discographie
- 1991 : No Soporto vuestras caras
- 1992 : Soldadito español
- 1993 : Que se repartan el mundo
- 1995 : Esperando al viento
- 1998 : A Cara de perro
- 1999 : Senderos de este infierno (album live)
- 2000 : ¡Bulla!
- 2001 : Camino de rosas (compilation)
- 2002 : Veneno
- 2003 : ¡Ay, de mí!
- 2005 : Insurgente
- 2006 : Vivos... por domesticar
- 2007 : Quemaste tus alas de Ángel
- 2008 : Canciones desde el infierno (compilation)
- 2009 : La Burbuja
- 2011 : Directo al tiro
- 2012 : La Rutina Del miedo
- 2016 : Cuchillas
- 2017 : El Mutante del barrio Chino

## Vidéographie
- 1995 : Mal camino, mi camino
- 1999 : Senderos de este infierno
- 2003 : Vuelta al infierno (live au Viña Rock 2003)
- 2006 : Vivos...por domesticar (live à Salatal)